# Unterscharführer

Pattes de collet de SS-Unterscharführer.

Unterscharführer (abréviation Uscha) est un des premiers grades de sous-officier dans les diverses branches de la Schutzstaffel (SS), l'organisation paramilitaire du parti nazi et dans la Sturmabteilung (SA).
Créé en 1934 après la nuit des Longs Couteaux, il perdura jusqu'à la fin de la Seconde Guerre mondiale en 1945. 
Un Unterscharführer commandait habituellement un groupe de 7 à 15 soldats.
Dans les camps de concentration, ceux ayant le grade d’Unterscharführer ont été souvent affectés à un poste de Blockführer, responsable de la supervision du maintien de l'ordre dans les baraquements d’un camp de concentration.
La position de Blockführer est en outre étroitement liée à la Shoah car, dans les camps d'extermination nazis, c'étaient habituellement les Blockführer qui étaient responsables des Sonderkommandos, lesquels se chargeaient du gazage des Juifs et des « indésirables » du Troisième Reich.

## Équivalence
- Wehrmacht : Unteroffizier
- Armée française : sergent